# Nanhua, Gansu
Nanhua (kinesiska: 南华) är en köping i nordvästra Kina. Den ligger i Gaotai härad i staden Zhangye i provinsen Gansu, omkring 510 kilometer nordväst om provinshuvudstaden Lanzhou. Antalet invånare är 16 754. Befolkningen består av 7 970 kvinnor och 8 784 män. Barn under 15 år utgör 16,0 %, vuxna 15-64 år 77 %, och äldre över 65 år 6,0 %.